# Grand Est Open 88 2024 - Doppio
Il doppio femminile del torneo di tennis professionistico Grand Est Open 88 2024, facente parte della categoria WTA 125 nell'ambito del WTA 125 2024, si svolge dall'8 al 14 giugno 2024 a Contrexéville, in Francia. Cristina Bucșa e Alëna Fomina-Klotz erano le detentrici del titolo, ma Bucșa ha deciso di non partecipare a questa edizione del torneo, mentre Fomina-Klotz ha scelto di partecipare nel concomitante torneo di Båstad.
In finale Oksana Kalašnikova e Iryna Šymanovič hanno sconfitto Wu Fang-hsien e Zhang Shuai con il punteggio di 5-7, 6-3, [10-7].

## Teste di serie
1. Wu Fang-hsien /  Zhang Shuai (finale)

1. Oksana Kalašnikova /  Iryna Šymanovič (Campionesse)

## Tabellone

### Legenda
| - Q = Qualificato - WC = Wild card - LL = Lucky loser | - ALT = Alternate - SE = Special Exempt - PR = Protected Ranking | - w/o = Walkover - r = Ritirato - d = Squalificato |

|  | Quarti di finale | Quarti di finale             | Quarti di finale             | Quarti di finale | Quarti di finale |  |  | Semifinali | Semifinali                | Semifinali                | Semifinali                         | Semifinali |   |      | Finale | Finale                    | Finale | Finale | Finale |  |
|  |                  |                              |                              |                  |                  |  |  |            |                           |                           |                                    |            |   |      |        |                           |        |        |        |  |
|  | 1                | F-h Wu S Zhang               | 4                            | 6                | [11]             |  |  |            |                           |                           |                                    |            |   |      |        |                           |        |        |        |  |
|  |                  | S Murray Sharan B Schoofs    | 6                            | 2                | [9]              |  |  | 1          | F-h Wu S Zhang            | F-h Wu S Zhang            | 6                                  | 7          |   |      |        |                           |        |        |        |  |
|  |                  | C Perrin Q Tang              | 4                            | 6                | [5]              |  |  |            | C Rosatello K Zimmermann  | C Rosatello K Zimmermann  | 3                                  | 63         |   |      |        |                           |        |        |        |  |
|  |                  | C Rosatello K Zimmermann     | 6                            | 4                | [10]             |  |  |            |                           |                           |                                    |            |   |      | 1      | Wu Fang-hsien Zhang Shuai | 7      | 3      | [7]    |  |
|  |                  | C Monnet M Rouvroy           | C Monnet M Rouvroy           | 7                | 6                |  |  |            |                           | 2                         | Oksana Kalašnikova Iryna Šymanovič | 5          | 6 | [10] |        |                           |        |        |        |  |
|  |                  | Y Cavallé Reimers Y Lizarazo | Y Cavallé Reimers Y Lizarazo | 5                | 1                |  |  |            | C Monnet M Rouvroy        | C Monnet M Rouvroy        | 2                                  | 3          |   |      |        |                           |        |        |        |  |
|  |                  | E Cascino E Jacquemot        | E Cascino E Jacquemot        | 1                | 3                |  |  | 2          | O Kalašnikova I Šymanovič | O Kalašnikova I Šymanovič | 6                                  | 6          |   |      |        |                           |        |        |        |  |
|  | 2                | O Kalašnikova I Šymanovič    | O Kalašnikova I Šymanovič    | 6                | 6                |  |  |            |                           |                           |                                    |            |   |      |        |                           |        |        |        |  |